# وكالة حماية الصحة
وكالة حماية الصحة (بالإنجليزية: Health Protection Agency)‏ كانت هيئة عامة غير وزارية في المملكة المتحدة. أسستها حكومة المملكة المتحدة، حيث خططت لها عام 2003 لحماية المجتمع في إنجلترا من المخاطر التي تهدد صحتهم.
كان هنالك 4 مراكز لوكالة حماية الصحة هي:
1. مركز في بورتون داون في ساليسبري
2. مركز في تشيلتون، ديدكوت، أكسفوردشير
3. مركز في ساوث ميمس، هارتفوردشير
4. مركز في كولينديل في شمال غرب لندن

في 1 نيسان 2013، صارت وكالة حماية الصحة جزء من صحة إنجلترا العامة، وهي وكالة تنفيذية في وزارة الصحة، باستثناء مركز ساوث ميمس والذي يدعى بالمعهد الوطني للمعايير والرقابة البيولوجية (NIBSC) والذي دمج مع الوكالة التنظيمية للأدوية ومنتجات الرعاية الصحية (MHRA).

## وكالات أخرى
من الوكالات الشبيهة في بلدان أخرى:
- المركز الأوروبي للوقاية من الأمراض ومكافحتها في الاتحاد الأوروبي
- مراكز مكافحة الأمراض واتقائها في الولايات المتحدة
- مركز حماية الصحة في هونغ كونغ
- معهد الرصد الصحي في فرنسا
- وكالة الصحة العامة في كندا
- المركز الوطني لمكافحة المرض في الهند